# José Basualdo
José Horacio Basualdo (Campana, Buenos Aires, 20 de junio de 1963) es un exfutbolista y entrenador que se desempeñaba como mediocampista. Actualmente se encuentra libre tras dejar el Academia Puerto Cabello de la Primera División de Venezuela.

## Trayectoria

### Como jugador
Comenzó su carrera en Villa Dálmine en 1981. En 1982 hizo el servicio militar en el Regimiento de Infantería Mecanizado VI General Viamonte con asiento en la ciudad de Mercedes, Provincia de Buenos Aires, donde integró el plantel del Regimiento en el campeonato de la liga mercedina. Posteriormente pasó al Deportivo Mandiyú en 1987. 
En 1990 llegó al VfB Stuttgart de Alemania, volviendo en 1992 a Argentina con un breve paso por Racing Club. Después recaló en Vélez Sarsfield, donde tuvo un paso exitoso, consiguiendo los títulos del Torneo Clausura de 1993 y Torneo Apertura de 1995, la Copa Libertadores 1994 y la Copa Intercontinental 1994.
En 1996 llegó a Boca Juniors. Meses después fue transferido al Extremadura de España, y en 1997 llegó al Real Jaén. En 1998 volvió a su país, al Deportivo Español.
En 1998 regresó a Boca Juniors, donde estuvo hasta el 2000, obteniendo los títulos de Torneo Apertura 1998, Torneo Clausura 1999 y Torneo Apertura 2000, además de los títulos internacionales de Copa Libertadores 2000 y Copa Intercontinental 2000.
En el año 2001, ya en su etapa final como jugador, volvió a Vélez Sarsfield, y finalmente culminó su carrera como futbolista en el club que debutó, Villa Dálmine, en el año 2003. 
Fue llamado varias veces a la Selección de Argentina entre los años 1989 y 1995, con 31 presencias sin marcar goles. Participó en las Copas Mundiales de Fútbol de 1990 y 1994.

### Como entrenador
Comenzó su carrera como director técnico en 2003, dirigiendo en Campana al Club Villa Dálmine en 2004, donde consiguió buenos resultados. Al año siguiente llegó al Perú para dirigir a Universitario de Deportes, donde ganó popularidad y el aprecio de la hinchada crema, pero al final renunció por problemas personales.
En 2006 tuvo un breve paso por el Club El Porvenir, de Argentina, donde descendió tras empatar un partido y perder seis. Durante su breve estadía en el club de Gerli, Basualdo protagonizó un hecho que generaría el repudio total de los hinchas. Durante la fecha 5 del Torneo Clausura 2006, su equipo debía visitar a Huracán en Parque de los Patricios, pero Basualdo en lugar de estar en el banco de suplentes orientando a sus dirigidos, se fue a Brasil a jugar al Showbol en lo que para muchos fue tomado como una falta de compromiso con la institución del Sur.
Tras su paso por El Porvenir entrenó al José Gálvez de Chimbote, Perú en 2006. En marzo de 2007 asume la conducción de Cienciano de Cuzco, siendo reemplazado a fines de septiembre de ese año por problemas dirigenciales. En 2008 llegó a Chile, para dirigir al Santiago Morning, donde obtuvo buenos resultados. Con un presupuesto muy reducido logró clasificar por primera vez al cuadro bohemio a una serie de play off del Torneo de Apertura 2009, donde fueron eliminados por Universidad Católica.
En julio del 2009 fue presentado oficialmente por la directiva de la Universidad de Chile como nuevo entrenador del equipo, reemplazando a Sergio Markarián. Basualdo dirigió a la "U" de cara al Torneo de Clausura 2009 y la Copa Sudamericana 2009, pero fue despedido debido a los pésimos resultados. En junio de 2012 fue anunciado como nuevo entrenador del Técnico Universitario de la Serie A de Ecuador con el objetivo de salvarlo del descenso. Empezó muy mal y no conseguía victorias, pero después mejoró y consiguió una racha de ocho partidos sin perder. Finalmente el 2 de diciembre del 2012 perdió la categoría con el equipo ambateño por perder 1-3 contra El Nacional. El 22 de diciembre de 2012 Basualdo renovó un año más con el plantel rojo y blanco con el objetivo de ascender a la Serie A en 2014.
En enero de 2015 el entrenador argentino llegó al Oriente Petrolero de Bolivia, en reemplazo de Eduardo Villegas, quien dejó el cargo tras haber salido subcampeón de la liga boliviana con ese conjunto. Basualdo fue despedido por malos resultados, cediendo puntos de local además de no mostrar un buen juego en el equipo que llegaba de lograr un subcampeonato.
En 2021 fue anunciado como entrenador de Academia Puerto Cabello, donde no ha completado su primer partido; en la actualidad sigue en el club

## Selección nacional

### Participaciones en Copas del Mundo
| Mundial              | Sede           | Resultado        | Partidos | Goles |
| -------------------- | -------------- | ---------------- | -------- | ----- |
| Copa Mundial de 1990 | Italia         | Subcampeón       | 7        | 0     |
| Copa Mundial de 1994 | Estados Unidos | Octavos de final | 1        | 0     |

### Participaciones en Copas América
| Copa              | Sede    | Resultado     | Partidos | Goles |
| ----------------- | ------- | ------------- | -------- | ----- |
| Copa América 1989 | Brasil  | Tercer puesto | 6        | 0     |
| Copa América 1993 | Ecuador | Campeón       | 1        | 0     |

## Clubes

### Como jugador
| Club              | País      | Año       |
| ----------------- | --------- | --------- |
| Villa Dálmine     | Argentina | 1981-1987 |
| Deportivo Mandiyú | Argentina | 1987-1989 |
| VfB Stuttgart     | Alemania  | 1990-1991 |
| Racing Club       | Argentina | 1992      |
| Vélez Sarsfield   | Argentina | 1992-1995 |
| Boca Juniors      | Argentina | 1996      |
| Extremadura       | España    | 1996-1997 |
| Real Jaén         | España    | 1997      |
| Deportivo Español | Argentina | 1998      |
| Boca Juniors      | Argentina | 1998-2000 |
| Vélez Sarsfield   | Argentina | 2001-2002 |
| Villa Dálmine     | Argentina | 2002-2003 |

### Como entrenador
| Club                      | País      | Año       |
| ------------------------- | --------- | --------- |
| Deportivo Quito           | Ecuador   | 2004      |
| Universitario de Deportes | Perú      | 2005      |
| El Porvenir               | Argentina | 2006      |
| José Gálvez               | Perú      | 2006      |
| Cienciano                 | Perú      | 2007      |
| Santiago Morning          | Chile     | 2008-2009 |
| Universidad de Chile      | Chile     | 2009      |
| Real Mataram FC           | Indonesia | 2011      |
| Técnico Universitario     | Ecuador   | 2012-2013 |
| Atlético Bucaramanga      | Colombia  | 2014      |
| Oriente Petrolero         | Bolivia   | 2015      |
| Cerro                     | Uruguay   | 2017      |
| Academia Puerto Cabello   | Venezuela | 2021      |

## Palmarés

### Como jugador

#### Campeonatos nacionales
| Título             | Club              | País      | Año    |
| ------------------ | ----------------- | --------- | ------ |
| Primera B Nacional | Deportivo Mandiyú | Argentina | 1988   |
| Primera División   | Vélez Sarsfield   | Argentina | C-1993 |
| Primera División   | Vélez Sarsfield   | Argentina | A-1995 |
| Primera División   | Boca Juniors      | Argentina | A-1998 |
| Primera División   | Boca Juniors      | Argentina | C-1999 |
| Primera División   | Boca Juniors      | Argentina | A-2000 |

#### Copas internacionales
| Título                | Club (*)            | Sede      | Año  |
| --------------------- | ------------------- | --------- | ---- |
| Copa América          | Selección Argentina | Ecuador   | 1993 |
| Copa Libertadores     | Vélez Sarsfield     | São Paulo | 1994 |
| Copa Intercontinental | Vélez Sarsfield     | Tokio     | 1994 |
| Copa Libertadores     | Boca Juniors        | São Paulo | 2000 |
| Copa Intercontinental | Boca Juniors        | Tokio     | 2000 |

| Predecesor: Sergio Markarián | Director Técnico de Universidad de Chile Segundo Semestre 2009 | Sucesor: Gerardo Pelusso |